# Rèdons
Els rèdons (en llatí Riedones o Redones, Rhedones, en grec antic Ῥήδονες o Ῥηΐδονες) eren un poble gal de la Lugdunense esmentat per Claudi Ptolemeu, qui diu que vivien a l'oest dels sènons a la vora del riu Liger i la seva capital era Condate (Rennes). Plini el Vell els situa a la Lugdunense entre els diablintes i els turons.
Després de la batalla del Sambre l'any 57 aC, Juli Cèsar va enviar al seu legat Publi Licini Cras amb una legió, al país dels vènets, redons i altres entre el Sena i el Loira i tots es van sotmetre. Cèsar els esmenta entre els estats marítims amb territori a la costa de l'Oceà (Estats d'Armòrica). El 52 aC els redons van enviar un contingent al setge d'Alèsia per atacar Cèsar.